# Melanagromyza purpureana
Melanagromyza purpureana är en tvåvingeart som beskrevs av Spencer 1959. Melanagromyza purpureana ingår i släktet Melanagromyza och familjen minerarflugor.
Artens utbredningsområde är Madagaskar. Inga underarter finns listade i Catalogue of Life.